# TAXi③
『TAXi③』（タクシー・スリー）は、カーアクション・コメディーが中心のフランス映画『TAXi』の第三作である。リュック・ベッソンが製作・脚本を、ジェラール・クラヴジックが監督を担当し、2003年に公開された。

## 概要
過去2作のヒットから制作費が増えたためか、シルヴェスター・スタローンが序盤で逃亡者役としてカメオ出演していたり、前作TAXi2に続いてジャン＝ルイ・シュレッサーが出演していたり、ランサーエボリューションVIIが登場したりするなど演出が豪華になっている。
オープニングのタイトルバックの部分が、「007」を意識した作りになっている。

## ストーリー
自転車で必死にサンタクロース強盗団から逃走するシルベスタ・スタローンは、港まで追い詰められる。そこに偶然居合わせたダニエルのタクシーに乗り、空港へと案内されヘリに乗って事なきを得た。
一方その頃、町中ではサンタ強盗団と呼ばれる強盗が暴れまわり、警察はそれを8ヶ月間逮捕できないままでいた。それもそのはず、ジベール署長（ベルナール・ファルシー）は相変わらずの間抜けぶりだった。
忙しく強盗団を追い、妻ペトラの妊娠にも気づかないエミリアン刑事と、恋人との関係が危機的状況なスピード狂のタクシードライバーのダニエルは強盗団を捕まえることになる。それと同時に、妊娠検査薬によってダニエルの妻リリーも妊娠していることに気付く。二人してほぼ同時に妊娠したことに喜ぶ二人。
署内には、スイス系中国人のキウが美人記者として潜入取材していた。キウにほだされる署長やエミリアン。ある日、訓練として行っていた実習に本物の強盗団が現れまたしても現金を盗まれてしまう。追い詰めたエミリアンだったが、またしてもそこでドジを踏み逆に捕まってしまう。
なんと、そこに居たのはキウ。キウは記者ではなく中国系強盗団の親玉だったのだ。縄に縛られたままほだされてしまうエミリアン。その後強盗団は立ち去り5分タイマーの鉄球をセットする。鉄球に潰されそうになるエミリアンを間一髪のところで助けるダニエル。
二人はその後、逃げ場所をスイスの方角に定めキウたち強盗団を追いかけることに。雪山を颯爽と滑り逃げるキウに対し、ダニエルたちはいつものタクシーで追いかける。署長たちヘリの助けも有り、ギリギリのところでキウの捕獲に成功したエミリアン。
その後、ペトラは無事子供を産み、ダニエルたちも出産間近のところで集中治療室で逢引。一方、署長はパラシュートで降下した先が氷の穴に落ちてしまい、凍ったままの署長が「エミリアーン!」と言いながら病院に運ばれるところで物語は終わる。

## 登場人物
ダニエル・モラレース
演 - サミー・ナセリ
本作の主人公。今作では恋人リリーとの関係が危機的状況に陥る中でリリーの妊娠を知り、それがきっかけでこれから仕事ばかり生きる生き方を変えなければと考え始める。
一方でまたしてもエミリアンに頼まれ、サンタ強盗団捜査に協力する羽目となり、彼と共に犯人グループを追ってアルプスへ向かう。
エミリアン・クタン＝ケルバレーク
演 - フレデリック・ディーファンタル
今作ではペトラと結婚し幸せな生活を送っていたはずだが、8か月前よりマルセイユを騒がせるサンタ強盗団逮捕に躍起になっており、「椅子に縛り付けられた自分の周りで大勢のサンタが踊る夢」を見る（アラン曰く「聞くだけで悍ましい」）など、半ばノイローゼ状態になっている。
さらに、そのせいでペトラの妊娠に8カ月も気がつかなかったという常識を超えたような間抜けぶりを晒す。
リリー・ベルティノー
演 - マリオン・コティヤール
ダニエルの恋人で、ベルティノー将軍の娘。
今作では愛車の整備とタクシー稼業ばかりに精を出すダニエルに対し不満が爆発し、実家に帰ってしまう。
だがその際に陽性反応の出た妊娠検査薬をダニエルの家に忘れて行き、それを見たダニエルはリリーの妊娠を知ることとなる。
終盤にダニエルとは無事仲直りして、その後、次回作『④』までの間に男の子を出産した。
ペトラ・クタン＝ケルバレーク
演 - エマ・シェーベルイ
エミリアンの妻で、マルセイユ警察の優秀な刑事（警部補）。
今作では妊娠8か月目に入っており、既に産休中であるため、事件に積極的に関わることはない。
終盤で無事、男の子を出産した。
ジベール
演 - ベルナール・ファルシー
マルセイユ警察の署長。今シリーズ最大のお間抜けキャラ。
今作ではサンタ強盗団の使用する巨大な怪物トラックを止めるように伝え、「あんな車どうやって止めるんです？」と聞いた部下に「そんなもの知るか！自分達で考えろ！」と怒鳴りつけたり、強盗団逮捕のために部下達にバカンスや病気休暇の一切の禁止を命じるなど横暴とも言える命令を下す。
終盤では軍部と合同の大規模なパラシュート降下作戦に臨むが、一人だけ飛び降りるタイミングを外したことで凍結した湖の中へ転落し、ラストで全身凍傷という無様な姿で病院に運び込まれる。
キウ
演 - バイ・リン
マルセイユ警察に密着取材をすべく現れた謎の中国人雑誌記者。
だがその正体はサンタ強盗団のリーダーであり、マルセイユ警察に潜入したのも捜査情報を入手するためであった。
中盤エミリアンに正体がばれたことがきっかけでフランスからの逃亡を企て、アルプスへと向かう。
アラン
演 - エドュアルド・モントート
マルセイユ警察の刑事でエミリアンやペトラの同僚。黒人。
ラジカセを抱えて大音量で音楽を流しながら通勤したり、オフィスにボブ・マーリーのポスターを張るなど勤務態度はお世辞にもいいとは言えない。
今作ではエミリアンだけでなく他の署員達やマルセイユの市民からも鼻つまみ者的な扱いを受ける。少なくともジベールよりは常識がある。
今作でもやっぱりジベールに振り回されることとなる。
エドモンド・ベルティノー将軍
演 - ジャン＝クリストフ・ブーヴェ
フランス陸軍の重鎮で、リリーの父親。
今作はすっかりダニエルのことを信頼しており、彼のタクシーに乗ることもまったく躊躇しない（ただし停車した時はやっぱり吐き下してしまっている）。
終盤ではマルセイユ警察と連携で行うサンタ強盗団逮捕作戦の指揮官として、自ら輸送機を操縦してジベール達を乗せてアルプスへ向かう。
三菱ランサーエボリューションVII運転手
演 - ジャン＝ルイ・シュレッサー
国家憲兵隊の高速道路警備隊が用意した、いわば対ダニエル専用秘密兵器のフルカスタムの三菱ランサーエボリューションVIIの高速道路警備隊仕様車両。
最初に「空港に向かう乗客」を乗せたダニエルのタクシーを追跡したが、パスティスを使って超加速したタクシーに逃走される。
終盤で再びダニエルに遭遇したが、何も見なかったとして見過ごした（その時、速度計測器のガラスに風圧でヒビが入った）。
犬を散歩させる警官
演 - シリル・アビディ
出勤してきたアランから冗談を言われるも、睨みつけて追い払った。
空港に向かう乗客
演 - シルヴェスター・スタローン（カメオ出演）
物語の最初で集団に追われている所を、最初に昼食中だからと断ったダニエルに札束を渡して何とか飛行場まで送ってもらう事になる。
仕事中のダニエルの暴走タクシーを利用して嘔吐しなかった稀有なキャラクターであり、ダニエルからは「超人」と言われた（他にも嘔吐しなかったキャラクターはいたが、「仕事中」では他に『④』のジブリル・シセしかいない）。

## 日本語吹き替え
| 役名                             | 俳優                             | 日本語吹替                                                 | 日本語吹替                                                                     |
| 役名                             | 俳優                             | ソフト版                                                   | フジテレビ版                                                                   |
| -------------------------------- | -------------------------------- | ---------------------------------------------------------- | ------------------------------------------------------------------------------ |
| ダニエル・モラレース             | サミー・ナセリ                   | 石塚運昇                                                   | 大塚明夫                                                                       |
| エミリエン・クタン＝ケルバレーク | フレデリック・ディーファンタル   | 松本保典                                                   | 関俊彦                                                                         |
| リリー                           | マリオン・コティヤール           | 杉村理加                                                   | 水谷優子                                                                       |
| ペトラ                           | エマ・シェーベルイ               | 沢海陽子                                                   | 高乃麗                                                                         |
| ジベール警部                     | ベルナール・ファルシー           | 水野龍司                                                   | 富田耕生                                                                       |
| キウ                             | バイ・リン                       | 日野由利加                                                 | 高山佳音里                                                                     |
| アラン                           | エドゥアルド・モントート         | 飛田展男                                                   | 龍田直樹                                                                       |
| ベルティーノ将軍                 | ジャン＝クリストファー・ブーヴェ | 大竹宏                                                     | 内海賢二                                                                       |
| アキラ                           | ジャン＝ルイ・シュレッサー       | 大塚芳忠                                                   | 茶風林                                                                         |
| ジョニー                         | シルヴェスター・スタローン       | 玄田哲章                                                   | 佐々木功                                                                       |
| 薬剤師                           | ボナフェット・タルボリエシュ     | 島香裕                                                     |                                                                                |
| その他                           | N/A                              | 沢木郁也 稲葉実 松本大 河相智哉 重松朋 小野大輔 伊藤亜矢子 | 私市淳 稲葉実 斉藤梨絵 福島おりね 大黒和広 河相智哉 石住昭彦 小島敏彦 水内清光 |
| 日本語版スタッフ                 |                                  |                                                            |                                                                                |
| プロデューサー                   |                                  | 莟徹志                                                     | 中島良明 遠藤恵                                                                |
| 演出                             |                                  | 岩浪美和                                                   | 鍛治谷功                                                                       |
| 翻訳                             |                                  | 石原千麻                                                   | 松崎広幸                                                                       |
| 調整                             |                                  | 亀田亮治                                                   | 栗林秀年                                                                       |
| 効果                             |                                  |                                                            | 栗林秀年                                                                       |
| 制作                             |                                  | アスミック・エース ACクリエイト                            | ブロードメディア                                                               |

- ソフト版：VHS・DVD・BD収録

ベルティーノ将軍とアランの声優が前作と変更されている。
- フジテレビ版：初回放送2005年4月16日『プレミアムステージ』

アランの声優が前作と変更され、リリーの声が一作目の声優に戻っている。

## スタッフ
- 監督：ジェラール・クラヴジック
- 製作：リュック・ベッソン
- 製作総指揮：ベルナール・グルネ
- 脚本：リュック・ベッソン
- 撮影：ジェラール・ステラン

## 改造プジョー406の変更点
- ダニエルの友人が経営する酒場の酒・パスティス（マルセイユではポピュラーな食前酒）により凄まじいほどの加速をし、国家憲兵隊の高速道路警備隊の秘密兵器として導入された三菱ランエボVIIをぶっちぎった（実際の高速道路警備隊は、ライバル車種であるスバル・インプレッサWRXを導入している）。
  - 警備隊が追跡を開始したときのスピードは298km/hで、明示的な数値としてはこれが本作中最高であるが、さらにその後警備隊をぶっちぎるシーンでは400km/hを超えていると考えられる。
- フランスの世界最速列車TGV（時速300キロ）を追い抜くシーンがある（俯瞰でマルセイユ市電に追いつくシーンが描かれ、次のカットでTGVに変わるという演出）。
- ボタンで複数のナンバープレートを表示させることができる（「2001 ZY 13」→「17 OM 13」→「Allez l'OM!」）。
  - 「Allez l'OM」は「頑張れオランピック・ドゥ・マルセイユ」という意味で、DVD吹替え版では「行けマルセイユ」、字幕スーパーでは「サッカークラブの名前」、TV放映版では「頑張れ」と訳されている。末尾の「13」は作品の舞台であるマルセイユが属するブーシュ＝デュ＝ローヌ県の県番号。
- キャタピラーを装備しており、雪山の急斜面も走行できる。
- 走行中にタイヤの履き替えができる。

## 撮影エピソード
- ダニエル役のサミー・ナセリと空港に向かう乗客（逃亡者）役のシルヴェスター・スタローンは、一見すると共演しているように見えるが、スタローンのシーンはすべてアメリカで撮影され、それをフランスで撮影したものを合成した。
- 冒頭マルセイユ市内で、スタローン演じる逃亡者が追跡者に追われるシーンは、フランスのスタントマンがスタローンの代役を務めていた、スタントマンはフルフェイス･ヘルメットを着用して撮影した。
- フランスの映画関係者からは「スタローンは何時マルセイユに来ていたんだ?」と撮影スタッフに尋ねる者もいたという。

## シリーズ作品

### フランス・オリジナル版
- TAXi（1998年）
- TAXi②（2000年）
- TAXi④（2007年）
- TAXi ダイヤモンド・ミッション（2018年）

### アメリカ・リメイク版
- TAXI NY（2004年）